# Ovando (États-Unis)
Pour l’article homonyme, voir Ovando.
Ovando est une census-designated place située dans le comté de Powell, dans l’État du Montana, aux États-Unis. Lors du recensement de 2000, elle comptait 71 habitants.

## Source
- (en) Cet article est partiellement ou en totalité issu de l’article de Wikipédia en anglais intitulé « Ovando, Montana » (voir la liste des auteurs).